# Filipika proti misomusům
Tzv. Filipika proti misomusům (v rukopise je označena jako Corollarium, tj. „přídavek“ k dopisu Lukáše Pražského Mistru Havlovi z r. 1502; obecně rozšířený název Filipika proti misomusům je dílem moderních literárních historiků) je rukopisně dochovaná úvaha biskupa jednoty bratrské a stoupence reformačního humanismu Jana Blahoslava o významu rétoriky pro kázání Božího slova a pochází z roku 1567.

## Vznik díla a jeho obsah
Nepříliš rozsáhlé dílo, které v rukopise čítá pouhých 8 a půl strany textu, vzniklo jako komentář Jana Blahoslava k dopisu Lukáše Pražského Mistru Havlovi Žateckému do Ústí nad Orlicí ze dne 17. prosince 1502, který Blahoslav pojal do devátého svazku Act Unitatis Fratrum, rozsáhlé sbírky pramenů k dějinám historické jednoty bratrské. Text je Blahoslavovým autografem a je datován 15.-18. února 1567. Spontánnost vzniku díla, jež je prostým záznamem toku Blahoslavových myšlenek, dosvědčují vnější znaky rukopisu. Ten se vyznačuje nepříliš úhledným a hůře čitelným písmem, způsobeným chvatnou rukou, a množstvím přímých zásahů autora (četná škrtání a následné opravy) do textu.
Lukáš Pražský listem Mistra Havla Žateckého kárá kvůli nerespektování liturgických zvyklostí při bratrských bohoslužbách a tradičních postních obdobích, která prý Havel vyplňuje prací. Zdůrazňuje, že jednota se oddělila od zlého a ne od toho, což se můž dobře požívati. Dobré věci a řády, jimiž člověk slouží Bohu, je třeba zachovávat. V této souvislosti Lukáš zdůrazňuje, že cokoliv kdy (veřejně) napsal, neudělal bez vůle bratrské a bez smyslu jednoty. Blahoslavova Filipika, jejíž text za Lukášovým dopisem následuje, je v podstatě reakcí na nepatřičný výklad druhého zde uvedeného Lukášova výroku, kterému někteří představitelé jednoty rozuměli tak, že Lukáš zavrhl všechny spisy starší církevní tradice, zejména patristické a scholastické. Takto to měl v roce 1566 vykládat Jan Augusta, jehož zde Blahoslav označil za misomusa, tj. nepřítele (vyššího) vzdělání.
Blahoslav se proti tomuto výkladu Lukášových slov ostře staví a podrobuje kritice ty, kteří pohrdají učeností. Argumentuje samotným Lukášem a stylem jeho spisů, jimiž ve své době odpovídal protivníkům jednoty bratrské. Připomíná jeho studia a dosažení bakalářského gradu, jeho zálibu ve spisech církevních otců a scholastice a jeho dialektické a rétorické schopnosti. Lukášův výrok Blahoslav interpretuje tak, že Lukáš se chopil témat svých bratrských předchůdců novým jazykem: Tuť jest jednota tu za bratra Lukáše jinými ústy mluviti počala. To však nemůže pochopit ten, kdo nemá patřičné vzdělání, zejména v latině. Na řečnicky položenou otázku, zda chválí učené lidi, Blahoslav odpovídá, že ano, avšak jen ty, kteří své vzdělání užívají s dobrým úmyslem. Snaží se taktéž vyvrátit mínění, že učení lidé jsou nebezpeční pro církev. Podle Blahoslava ti, kteří chtějí užitečně kázat slovo Boží, potřebují dar výmluvnosti (v moderní češtině „výřečnost“, lat. „eloquentia“). Jeho postoj je tak ve shodě s vysokým oceňováním rétoriky, typickým pro humanisticky orientovanou raněnovověkou kulturu. Takovou schopnost však nemůže nikdo získat bez učení. V této souvislosti se Blahoslav ironicky vyjadřuje na adresu náboženských entuziastů, kteří se objevují i mezi bratřími:
„K smíchu podobné jest některých našich marné mudrování, těch totiž, kteříž chtí, aby hned člověk to, čemuž se neučil, pojednou dělal, jako hloupá sekta mikulášencův nejraději těch poslouchá kazateluov, kteříž netoliko nejsou učení, ale hned ani čísti neumějí: nebo prý ti ne z litery, ale z Ducha káží. Ale těmť není divu; nebo pokrm beránkův a oveček Božích nevelmi se trefuje sviním: svině radše mláto anebo cosi nevonného jedí než trávu.“
V pokračující argumentaci se Blahoslav zaměřil na vyvrácení obav některých svých souvěrců, že učení lidé se stanou pro jednotu bratrskou zkázou. Pokud by se to skutečně stalo, pak nebude podle Blahoslava na vině učenost, ale její špatné užívání. Podobně je možné zneužít i světskou moc, která má sloužit k ochraně dobrých a k trestání zlých. Jednota by bývala zanikla již před šedesáti lety (tj. na počátku 16. století), kdyby ji Bůh neposlal na pomoc učené lidi, jak o tom psal Vavřinec Krasonický ve svém spise O učených. Blahoslav proto takové obavy nesdílí, nebezpečí spatřuje v lidech pyšných, v těch, kteří jsou nových věcí začínatelé a myslí jen na svůj vlastní prospěch. Záhubou pro jednotu by bylo, kdyby se na přední místa dostala hovada, svých věcí hledající, bez svědomí lidé, buď hloupí, nevycvičení anebo chytří, lstivý, opatrností světa, a ne Božích plní. Proto je potřeba pokaždé bedlivě zvažovat, kdo bude v jednotě připuštěn k duchovnímu úřadu, ať již ke kněžskému, nebo k biskupskému. Některé z myšlenek Filipiky proti misomusům Blahoslav uplatnil a rozvinul také ve spisech Vady kazatelů a Naučení mládencům.

## Hodnocení díla
Filipika proti misomusům je považována za jedno z vrcholných děl české humanistické literatury a jeden z nejvýznamnějších spisů Jana Blahoslava. V období od druhé poloviny 19. do začátku 21. století byla vícekrát vydána tiskem (k její publikaci mohlo dojít až po objevení sbírky Acta Unitatis Fratrum v Lešně na konci 30. let 19. století). Protože ve své době zůstala v rukopise, přístupném jen velmi omezenému počtu lidí a není znám žádný její další dobový opis, nemohla mít přímý vliv na změnu postoje jednoty bratrské k vyššímu vzdělání, o kterou se zasloužil právě Jan Blahoslav s některými svými spolupracovníky. Obliba spisu spočívá také v tom, že kromě jazykových, resp. stylistických kvalit má silný nadčasový potenciál. Je svědectvím o tom, jak se historická jednota bratrská vyrovnala s povrchním chápáním darů Ducha svatého, které se opakovaně objevuje v průběhu dějin církve.

### Edice Filipiky
- ČEJKA, Mirek ‒ BOČKOVÁ, Hana (ed.). Jan Blahoslav. Čtyři menší spisy. Brno 2013, 121‒136 (s úvodem o vzniku díla a komentářem k textu)
- JANÁČEK, Josef (ed.). Jan Blahoslav. Studie s ukázkami z díla. Praha 1966, 164‒171
- JIREČEK, Josef (ed.). Blahoslavova filipika proti nepřátelům vzdělání vyššího v Jednotě bratrské. Z přepisu P. J. Šafaříka. In: Časopis Musea Království českého 35 (1861), 372–381 dostupné online
- MOLNÁR, Amedeo (ed.). Českobratrská výchova před Komenským. Praha 1956, 147‒157 (s úvodem o vzniku díla a komentářem k textu)
- MÜLLER, Joseph Theodor (ed.). Die deutschen Katechismen der Böhmischen Brüder. Kritische Textausgabe mit kirchen- und dogmengeschichtlichen Untersuchungen und einer Abhandlung über das Schulwesen der böhmischen Brüder. Berlin 1887, 353‒358 (příloha II. Blahoslavs Philippika gegen die Feinde der höheren Bildung in der Brüderunität; něm. překlad Filipiky)
- SLAVÍK, František Augustin (ed.) Br. Jana Blahoslava Vady kazatelův. Z rukopisu městské knihovny v Žitavě. Praha 1876, 99‒109
- VÁŠA, Pavel (ed.). Jan Blahoslav. Pochodně zažžená. Výbor z díla. Praha 1949, 335‒346